# Galena (zangeres)
Galina Vitsjeva Gentsjeva (Bulgaars: Галина Вичева Генчева) (Smjadovo, 21 mei 1985), beter bekend als Galena (Bulgaars: Галена), is een Bulgaarse popzangeres.

## Biografie
Galena werd op 21 mei 1985 in het dorp Smyadovo geboren. Ze heeft vier jaar lang de opleiding tot volkszanger gevolgd aan de muziekschool van Sjoemen. Later verhuisde ze naar Dimitrovgrad en vervolgde daar haar muzikale opleiding.

## Privé
In februari 2008 verloofde Galena met haar vriend Galin. Op 22 juni 2009 kreeg het paar hun eerste zoon. Op 17 februari 2017 verwelkomden ze een tweede zoon.

## Discografie

### Albums
Studioalbums
- 2006: Galena
- 2008: След 12 (transliteratie: Sled 12)
- 2010: Официално Забранен (transliteratie: Ofitsialno Zabranen)
- 2011: Аз (transliteratie: Az)
- 2015: Кой (transliteratie: Koj) (met Fiki)

Compilaties
- 2013: Златните Хитове На Галена (transliteratie: Zlatniete Chitove Na Galena)

Dvd's
- 2008: Galena Best Video Selection
- 2011: Az

### Singles
- 2014: "Body Language"
- 2015: "Te Quiero" (met Akcent)
- 2015: "Pantera" (met Sergio)